# Massacre de Orly
O Massacre de Orly foi o atentado a bomba em 15 de julho de 1983 contra um balcão de check-in da Turkish Airlines no Aeroporto de Orly, em Paris, pela organização terrorista armênia (Exército Secreto Armênio para a Libertação da Armênia) ASALA como parte de sua campanha pelo reconhecimento e reparação pelo genocídio armênio.
A explosão matou oito pessoas e feriu 55.

## O ataque
A bomba explodiu dentro de uma mala no balcão de check-in da Turkish Airlines no terminal sul do aeroporto, lançando chamas na multidão de passageiros fazendo check-in para um voo para Istambul. A bomba consistia em meio quilo de explosivo Semtex conectado a três botijões de gás portáteis (o que explicava as extensas queimaduras nas vítimas).
Três pessoas morreram imediatamente na explosão e outras cinco morreram no hospital. Quatro das vítimas eram francesas, duas eram turcas, uma era greco-americana e uma era sueca. O número de mortos fez com que o bombardeio de Orly fosse o ataque mais sangrento na França desde o fim da Guerra da Argélia em 1962. Os mortos incluíam uma criança. O cidadão de dupla nacionalidade foi identificado como Anthony Peter Schultze, que estava estudando em Paris e veio ao aeroporto para se despedir de sua noiva turca. Ela estava fora da área de check-in quando a bomba explodiu e não se feriu.
| País           | Mortes |
| -------------- | ------ |
| França         | 4      |
| Turquia        | 2      |
| Suécia         | 1      |
| Estados Unidos | 1      |
| Total          | 8      |

ASALA assumiu a responsabilidade pelo ataque.
O primeiro-ministro francês Pierre Mauroy veio ao aeroporto e condenou o ataque, prometendo encontrar e punir os perpetradores. Mais tarde, ele visitou o hospital onde os feridos mais graves estavam sendo tratados. O presidente francês, François Mitterrand, visitou algumas das vítimas hospitalizadas e condenou o ataque, chamando-o de "crime pelo crime".
 

O bombardeio de Orly aconteceu cinco dias antes do segundo Congresso Mundial Armênio ser inaugurado em Lausanne. De acordo com Markar Melkonian, irmão do membro do ASALA Monte Melkonian, a verdadeira razão para o bombardeio foi desacreditar o Congresso Mundial Armênio, já que o líder do ASALA, Hagop Hagopian, sentiu que isso beneficiaria um grupo armênio rival na França.